# Ooctonus lokomotiv
Ooctonus lokomotiv (лат.) — вид паразитических насекомых-халицид (Chalcidoidea) из семейства Mymaridae. Эндемик Дальнего Востока России.

## Распространение
Россия, Дальний Восток: Приморский край, Сахалинская область.

## Описание
Микроскопические перепончатокрылые насекомые тёмно-коричневого цвета. Длина тела около 1 мм (размеры самки — 1230—1400 мкм). Длина груди 480 мкм, петиоль — 136 мкм, брюшко — 679 мкм, яйцеклад — 707 мкм, передние крылья — 1390 мкм, задние крылья — 1046 мкм. Жгутик усика самок содержит восемь члеников-флагелломеров; конечный членик самый крупный, образует булаву (с педицеллюсом, аннулюсом и скапусом в усике 11 сегментов). Лапки пятичлениковые. Длина частей задней пары ног: тазик — 145 мкм, бедро — 330 мкм, голень — 517 мкм, лапка — 327 мкм. Крылья с сильно редуцированным жилкованием, ячейки отсутствуют. Хозяин, на котором паразитируют эти наездники, неизвестен, но предположительно, как и другие виды своего рода, они яйцевые паразитоиды равнокрылых насекомых (цикадок из семейств Cicadellidae и Cercopidae).

## Этимология
Вид был впервые описан в 2010 году энтомологом Сергеем Владимировичем Тряпицыным (Entomology Research Museum, Department of Entomology, Калифорнийский университет в Риверсайде, Калифорния, США) и назван в честь российского футбольного клуба Локомотив (Москва).